# Странн, Роар
Роар Странн (норв. Roar Strand; род. 2 февраля 1970, Тронхейм) — норвежский футболист, выступавший на позиции полузащитника. Известен как игрок норвежского клуба «Русенборг». Странн сыграл 42 матча за национальную сборную. Он является игроком с самым большим количеством матчей в чемпионате Норвегии. Он выиграл чемпионат Норвегии 16 раз и пять раз — Кубок Норвегии по футболу. Он отмечался забитыми голами в 21 сезоне высшей лиги подряд.

## Карьера игрока

### Клубная
Странн родился в Тронхейме и играл за «Русенборг» всю свою карьеру, за исключением 1993 года, когда он был отдан в аренду в «Мольде», он дебютировал в профессиональном футболе в 1989 году и вышел на пенсию в 2010 году. Он в основном играл на позиции полузащитника, но как универсал он также мог сыграть на позиции нападающего и крайнего защитника.
Странн выигрывал норвежскую Премьер-лигу с «Русенборгом» 16 раз (11 подряд), а также пять раз — кубок страны. Он 11 раз принимал участие в Лиге чемпионов УЕФА с «Русенборгом» и сыграл 71 матч плей-офф Лиги Чемпионов и 106 матчей, включая квалификационные матчи. Ему также принадлежит рекорд по количеству выступлений в норвежской Премьер-лиге.
Он почитается среди болельщиков «Русенборга», потому что он всегда был предан клубу и не играл за границей, где зарплаты выше. Он также пользуется большим уважением как среди игроков, так и среди болельщиков других норвежских клубов.
Роар Странн сыграл более 400 матчей в норвежской высшей лиге. Юбилейная игра (400-я) состоялась против «Хам-Кам» в воскресенье, 21 сентября 2008 года. В воскресенье 19 апреля 2009 года он сыграл 600-й матч за «Русенборг», включая норвежскую Премьер-лигу, кубок Норвегии, европейские кубки и Королевскую лигу.
Странн разделяет европейский рекорд с Райаном Гиггзом из «Манчестер Юнайтед» относительно голов в 21 сезоне высшего дивизиона подряд. Такой же результат у Пеле, однако, вне Европы рекорд принадлежит Ромарио, который забивал в 23 сезонах подряд.
Странн является одним из 20 игроков в истории Лиги чемпионов, сыгравших 100 или более матчей в турнире за один и тот же клуб.

### В сборной
Странн играл за различные молодёжные команды в период между 1986 и 1989 годами, прежде чем был призван в сборную Норвегии U-21 в 1989 году, за которую он сыграл десять матчей и забил шесть голов. Также с молодёжной сборной Странн сыграл на чемпионате мира. Норвегия вылетела из турнира, заняв третье место в группе, команда поочерёдно проиграла Ираку и Аргентине 0:1 и 0:2 соответственно, а в последнем матче обыграла Испанию со счётом 4:2. Три сборные (Норвегия, Аргентина и Испания) имели по два очка, но по разнице мячей дальше прошли латиноамериканцы.
В 1994 году он был призван в состав основной сборной на чемпионат мира по футболу 1994 в США, но на поле не выходил. Его дебют состоялся 5 июня в рамках подготовки к чемпионату мира, его команда проиграла со счётом 2:0 Швеции.
Странн играл на чемпионате мира 1998 года во Франции. Норвегия заняла второе место в группе, сыграв вничью с Марокко и Шотландией, а в последнем туре неожиданно со счётом 2:1 обыграла Бразилию. В 1/8 финала Норвегия с минимальным счётом уступила Италии, гол забил Кристиан Виери.
Последним международным турниром для Странна стал чемпионат Европы 2000 в Бельгии и Нидерландах. Норвегия начала с победы со счётом 1:0 над фаворитом группы, Испанией. Далее последовало поражение с минимальным счётом от Сербии и Черногории, последний тур завершился нулевой ничьей со Словенией. Норвегия заняла третье место в группе, уступив сербам по дополнительным показателям.
Он ушёл из национальной команды в 2003 году, несмотря на многочисленные просьбы продолжить выступать за сборную. Он сыграл 42 матча и забил четыре гола за Норвегию.

## Тренерская карьера
Перед сезоном 2021 года Странн работал тренером в академии SalMar в Русенборге и отвечал за индивидуальные тренировки по позициям.
20 января 2022 года он был назначен помощником тренера «Русенборга».

## Статистика

### Матчи Странна за сборную Норвегии
| Матчи Странна за сборную Норвегии | Матчи Странна за сборную Норвегии | Матчи Странна за сборную Норвегии | Матчи Странна за сборную Норвегии | Матчи Странна за сборную Норвегии | Матчи Странна за сборную Норвегии   |
| --------------------------------- | --------------------------------- | --------------------------------- | --------------------------------- | --------------------------------- | ----------------------------------- |
| №                                 | Дата                              | Соперник                          | Счёт                              | Голы Странна                      | Соревнование                        |
| 1                                 | 5 июня 1994                       | Швеция                            | 0:2                               | —                                 | Товарищеский матч                   |
| 2                                 | 25 марта 1998                     | Бельгия                           | 2:2                               | —                                 | Товарищеский матч                   |
| 3                                 | 20 мая 1998                       | Мексика                           | 5:2                               | 1                                 | Товарищеский матч                   |
| 4                                 | 27 мая 1998                       | Саудовская Аравия                 | 6:0                               | 1                                 | Товарищеский матч                   |
| 5                                 | 16 июня 1998                      | Шотландия                         | 1:1                               | —                                 | Чемпионат мира 1998                 |
| 6                                 | 23 июня 1998                      | Бразилия                          | 2:1                               | —                                 | Чемпионат мира 1998                 |
| 7                                 | 27 июня 1998                      | Италия                            | 0:1                               | —                                 | Чемпионат мира 1998                 |
| 8                                 | 19 августа 1998                   | Румыния                           | 0:0                               | —                                 | Товарищеский матч                   |
| 9                                 | 10 октября 1998                   | Словения                          | 2:1                               | —                                 | Чемпионат Европы 2000 (отбор)       |
| 10                                | 14 октября 1998                   | Албания                           | 2:2                               | —                                 | Чемпионат Европы 2000 (отбор)       |
| 11                                | 18 ноября 1998                    | Египет                            | 1:1                               | —                                 | Товарищеский матч                   |
| 12                                | 20 января 1999                    | Израиль                           | 1:0                               | —                                 | Товарищеский матч                   |
| 13                                | 22 января 1999                    | Эстония                           | 3:3                               | 1                                 | Товарищеский матч                   |
| 14                                | 10 февраля 1999                   | Италия                            | 0:0                               | —                                 | Товарищеский матч                   |
| 15                                | 27 марта 1999                     | Греция                            | 2:0                               | —                                 | Чемпионат Европы 2000 (отбор)       |
| 16                                | 28 апреля 1999                    | Грузия                            | 4:1                               | —                                 | Чемпионат Европы 2000 (отбор)       |
| 17                                | 14 ноября 1999                    | Германия                          | 0:1                               | —                                 | Товарищеский матч                   |
| 18                                | 31 января 2000                    | Исландия                          | 0:0                               | —                                 | Чемпионат Северной Европы 2000—2001 |
| 19                                | 2 февраля 2000                    | Дания                             | 4:2                               | —                                 | Чемпионат Северной Европы 2000—2001 |
| 20                                | 4 февраля 2000                    | Швеция                            | 1:1                               | —                                 | Чемпионат Северной Европы 2000—2001 |
| 21                                | 23 февраля 2000                   | Турция                            | 2:0                               | 1                                 | Товарищеский матч                   |
| 22                                | 29 марта 2000                     | Швейцария                         | 2:2                               | —                                 | Товарищеский матч                   |
| 23                                | 27 мая 2000                       | Словакия                          | 2:0                               | —                                 | Товарищеский матч                   |
| 24                                | 3 июня 2000                       | Италия                            | 1:0                               | —                                 | Товарищеский матч                   |
| 25                                | 18 июня 2000                      | Югославия                         | 0:1                               | —                                 | Чемпионат Европы 2000               |
| 26                                | 21 июня 2000                      | Словения                          | 0:0                               | —                                 | Чемпионат Европы 2000               |
| 27                                | 2 сентября 2000                   | Армения                           | 0:0                               | —                                 | Чемпионат мира 2002 (отбор)         |
| 28                                | 7 октября 2000                    | Уэльс                             | 1:1                               | —                                 | Чемпионат мира 2002 (отбор)         |
| 29                                | 11 октября 2000                   | Украина                           | 0:1                               | —                                 | Чемпионат мира 2002 (отбор)         |
| 30                                | 2 июня 2001                       | Украина                           | 0:0                               | —                                 | Чемпионат мира 2002 (отбор)         |
| 31                                | 6 июня 2001                       | Беларусь                          | 1:1                               | —                                 | Чемпионат мира 2002 (отбор)         |
| 32                                | 15 августа 2001                   | Турция                            | 1:1                               | —                                 | Товарищеский матч                   |
| 33                                | 1 сентября 2001                   | Польша                            | 0:3                               | —                                 | Чемпионат мира 2002 (отбор)         |
| 34                                | 5 сентября 2001                   | Уэльс                             | 3:2                               | —                                 | Чемпионат мира 2002 (отбор)         |
| 35                                | 6 октября 2001                    | Армения                           | 4:1                               | —                                 | Чемпионат мира 2002 (отбор)         |
| 36                                | 13 февраля 2002                   | Бельгия                           | 0:1                               | —                                 | Товарищеский матч                   |
| 37                                | 17 апреля 2002                    | Швеция                            | 0:0                               | —                                 | Товарищеский матч                   |
| 38                                | 21 августа 2002                   | Нидерланды                        | 0:1                               | —                                 | Товарищеский матч                   |
| 39                                | 7 сентября 2002                   | Дания                             | 2:2                               | —                                 | Чемпионат Европы 2004 (отбор)       |
| 40                                | 6 сентября 2003                   | Босния и Герцеговина              | 0:1                               | —                                 | Чемпионат Европы 2004 (отбор)       |
| 41                                | 11 октября 2003                   | Люксембург                        | 1:0                               | —                                 | Чемпионат Европы 2004 (отбор)       |
| 42                                | 15 ноября 2003                    | Испания                           | 1:2                               | —                                 | Чемпионат Европы 2004 (отбор)       |

Итого: 42 матча / 4 гола; 14 побед, 18 ничьих, 10 поражений.

## Достижения

### Клубные
«Русенборг»
- Чемпионат Норвегии (16): 1990, 1992, 1994, 1995, 1996, 1997, 1998, 1999, 2000, 2001, 2002, 2003, 2004, 2006, 2009, 2010[9]
- Кубок Норвегии (5): 1990, 1992, 1995, 1999, 2003

### Личные
- Полузащитник года в Норвегии: 1998
- Почётная награда Книксена: 2001
- Золотые часы Норвежской футбольной ассоциации